# Завръзка
Завръзката е съставна част от композицията на сюжета в едно епическо или драматическо литературно произведение, с която се поставя началото на действието или събитието.
Обикновено завръзката се предшества от въведение (експозиция), в което читателя научава времето и мястото на действието, главните действащи лица и взаимоотношенията между тях, както и обстоятелствата за настъпването на конфликт. Възможно е обаче и въведението да липсва, а творбата направо да започва със завръзка. Завръзката е онзи повратен момент в сюжета, в който определено събитие, действие или решение за действие дава тласък на развитието на конфликта. Така породилата се сюжетна верига от противоречия и противодействия между част от героите резултира в достигането на кулминацията на творбата и последвала логическа развръзка.
В класическата драма като завръзка се определя моментът, в който след силна вътрешна борба главният герой прави избор, взема решение за целта си и предприема стъпки към осъществяването ѝ. По-мащабните епически творби могат да съдържат различни преплитащи се сюжетни линии, поради което могат да съдържат няколко завръзки.